# جون ويذرسبون (ممثل)
جون ويذرسبون (بالإنجليزية: John Witherspoon)‏ هو عارض وممثل أمريكي، ولد في 27 يناير 1942 بديترويت في الولايات المتحدة.

## أعمال

### أفلام
- (1988) طائر[4]
- (1998) بول وورث[5]
- (2012) ألف كلمة[6]

## وصلات خارجية
- جون ويذرسبون على موقع IMDb (الإنجليزية)
- جون ويذرسبون على موقع روتن توميتوز (الإنجليزية)
- جون ويذرسبون على موقع ألو سيني (الفرنسية)
- جون ويذرسبون على موقع ميوزك برينز (الإنجليزية)
- جون ويذرسبون على موقع أول موفي (الإنجليزية)
- جون ويذرسبون على موقع قاعدة بيانات الأفلام السويدية (السويدية)
- جون ويذرسبون على موقع إن إن دي بي (الإنجليزية)
- جون ويذرسبون على موقع أول ميوزيك (الإنجليزية)
- جون ويذرسبون على موقع ديسكوغز (الإنجليزية)
- جون ويذرسبون على موقع قاعدة بيانات الفيلم (الإنجليزية)